# Bel (plaats)
Bel is een dorp in de Belgische provincie Antwerpen. Het ligt in de stad Geel, ten oosten van het centrum.

## Geschiedenis
Bel hoorde vanouds bij het gebied van de vrijheid Geel, maar terwijl de rest van Geel als Sint-Amandsparochie tot het oude bisdom Kamerijk hoorde, was Bel zeker al in de 13e eeuw een zelfstandige parochie in het prinsbisdom Luik.

## Bezienswaardigheden

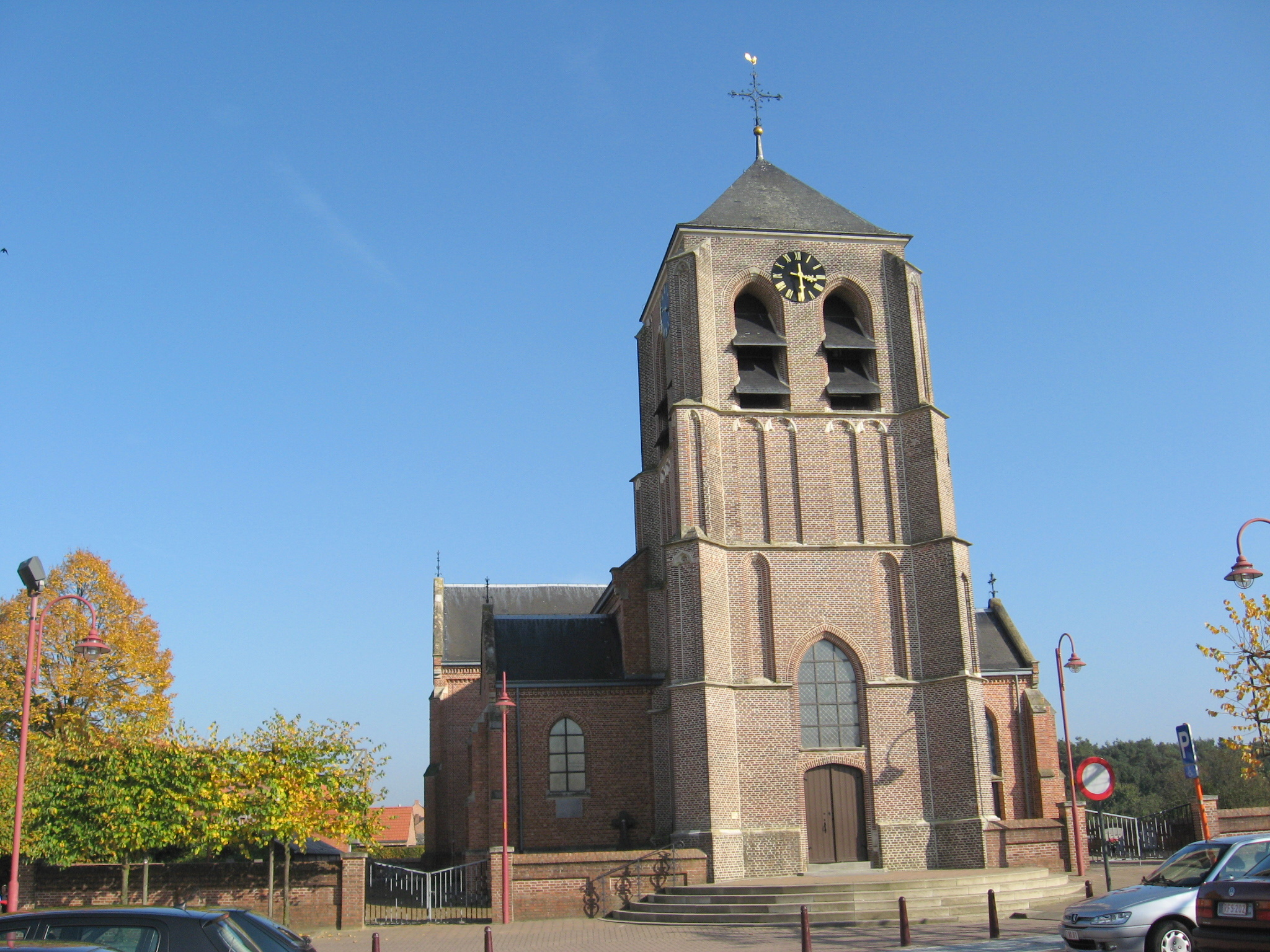
De Sint-Lambertuskerk te Bel

- De Sint-Lambertuskerk stamt uit 1878. De toren dateert echter van ongeveer 1500. De kerk bevat enkele oude beelden en houtsnijwerk, alsmede een belangrijk barokorgel rond 1675 vervaardigd door Blasius Bremser.

## Natuur en landschap
Bel ligt nabij de vallei van de Molse Nete, welke in westelijke richting stroomt en uitmondt in de Grote Nete. Langs de Molse Nete liggen een aantal visvijvers.
- Het landschap rond Bel is beschermd. Ten zuiden van Bel ligt een dekzandrug met naaldbossen en heiderestanten. Dit bevat het Belsveld, de Belseheide, de duinen en een deel van het Bels Broek. Ten noorden van Bel stroomt de Molse Nete. Er zijn diverse wandelingen uitgezet in de omgeving van Bel.
- Het bosgebied Belse Bossen, dat geherwaardeerd is als natuurgebied door onder meer vernatting, rooien van cultuurbos (dennen) en verschraling van de zandbodem voor herstel van heidebiotoop.

## Nabijgelegen kernen
Ezaart, Heidehuizen en Kievermont.